# سيغريد أوندست

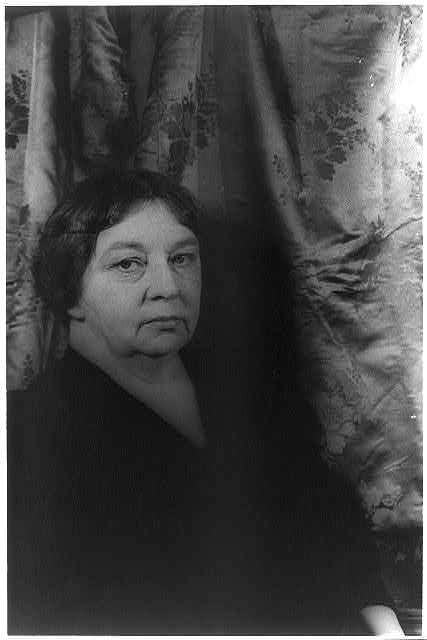
سيغريد أوندست

سيغريد أوندست (بالنرويجية: Sigrid Undset) هي أديبة نرويجية ولدت 20 مايو 1882 وتوفي في 10 يونيو 1949. ولدت سيغريد أوندست في الدنمارك ولكن عائلتها استقرت في النرويج. في سنة 1924 تحولت من اللاأدرية إلى المسيحية الكاثوليكية. في سنة 1940 هربت من النرويج إلى الولايات المتحدة الأمريكية وذلك بسبب وصول النازية إلى بلادها ولكنها عادت بعد الحرب العالمية الثانية. حصلت على جائزة نوبل في الأدب لسنة 1928.

## روابط خارجية
- سيغريد أوندست على موقع IMDb (الإنجليزية)
- سيغريد أوندست على موقع الموسوعة البريطانية (الإنجليزية)
- سيغريد أوندست على موقع مونزينجر (الألمانية)
- سيغريد أوندست على موقع قاعدة بيانات الأفلام السويدية (السويدية)
- سيغريد أوندست على موقع إن إن دي بي (الإنجليزية)
- سيغريد أوندست على موقع ديسكوغز (الإنجليزية)
- سيغريد أوندست على موقع قاعدة بيانات الفيلم (الإنجليزية)